# François-Christophe-Antoine de Hohenzollern-Sigmaringen
François Christophe Antoine de Hohenzollern-Sigmaringen (16 janvier 1699 à Haigerloch – 23 janvier 1767 à Cologne) est un membre de la Maison de Hohenzollern. Chanoine de plusieurs chapitres et également premier ministre du Prince-Archevêque de Cologne Clément-Auguste de Bavière, il est également comte de Hohenzollern-Haigerloch de 1750 à sa mort.

## Biographie
Il est le second fils du comte François Antoine de Hohenzollern-Haigerloch et son épouse Anne Marie Eusèbe de Königsegg-Aulendorf. Son frère aîné Ferdinand-Léopold de Hohenzollern-Sigmaringen a également été à diverses reprises chanoine de plusieurs chapitres, le premier ministre de Cologne, et comte de Hohenzollern-Haigerloch.
En 1705, il devient chanoine de Cologne. En 1725, il est aumônier de la cathédrale. À partir de 1726, il est aussi chanoine de Strasbourg et Salzbourg. Entre 1748 et 1750, il est Chorévêque à Cologne et de 1750 à 1763, il en est le Vice-Doyen, et aussi le trésorier. En 1763, il succède à Wilhelm Anton von Asseburg comme premier ministre sous le Prince-Archevêque, Clément-Auguste de Bavière. Il a également servi comme Précepteur, et conseiller d’état, gouverneur du diocèse de Strasbourg et chancelier de l'Université de Cologne. À partir de 1763, il est prévôt de la cathédrale de Cologne.
Il meurt le 23 janvier 1767; il est inhumé dans la Cathédrale de Cologne.